# Cantone di Lavaur
Il Cantone di Lavaur era una divisione amministrativa dell'arrondissement di Castres.
È stato soppresso a seguito della riforma complessiva dei cantoni del 2014, che è entrata in vigore con le elezioni dipartimentali del 2015.
Comprendeva i comuni di:
- Ambres
- Bannières
- Belcastel
- Garrigues
- Giroussens
- Labastide-Saint-Georges
- Lacougotte-Cadoul
- Lavaur
- Lugan
- Marzens
- Montcabrier
- Saint-Agnan
- Saint-Jean-de-Rives
- Saint-Lieux-lès-Lavaur
- Saint-Sulpice-la-Pointe
- Teulat
- Veilhes
- Villeneuve-lès-Lavaur
- Viviers-lès-Lavaur